# Cattedrale di San Venceslao
La cattedrale di San Venceslao, in ceco Katedrála svatého Václava, è la chiesa cattolica maggiore di Olomouc e cattedrale dell'arcidiocesi omonima.
È intitolata al santo protettore di Boemia e Moravia, il duca Venceslao I, morto assassinato nel 935.

## Storia e descrizione

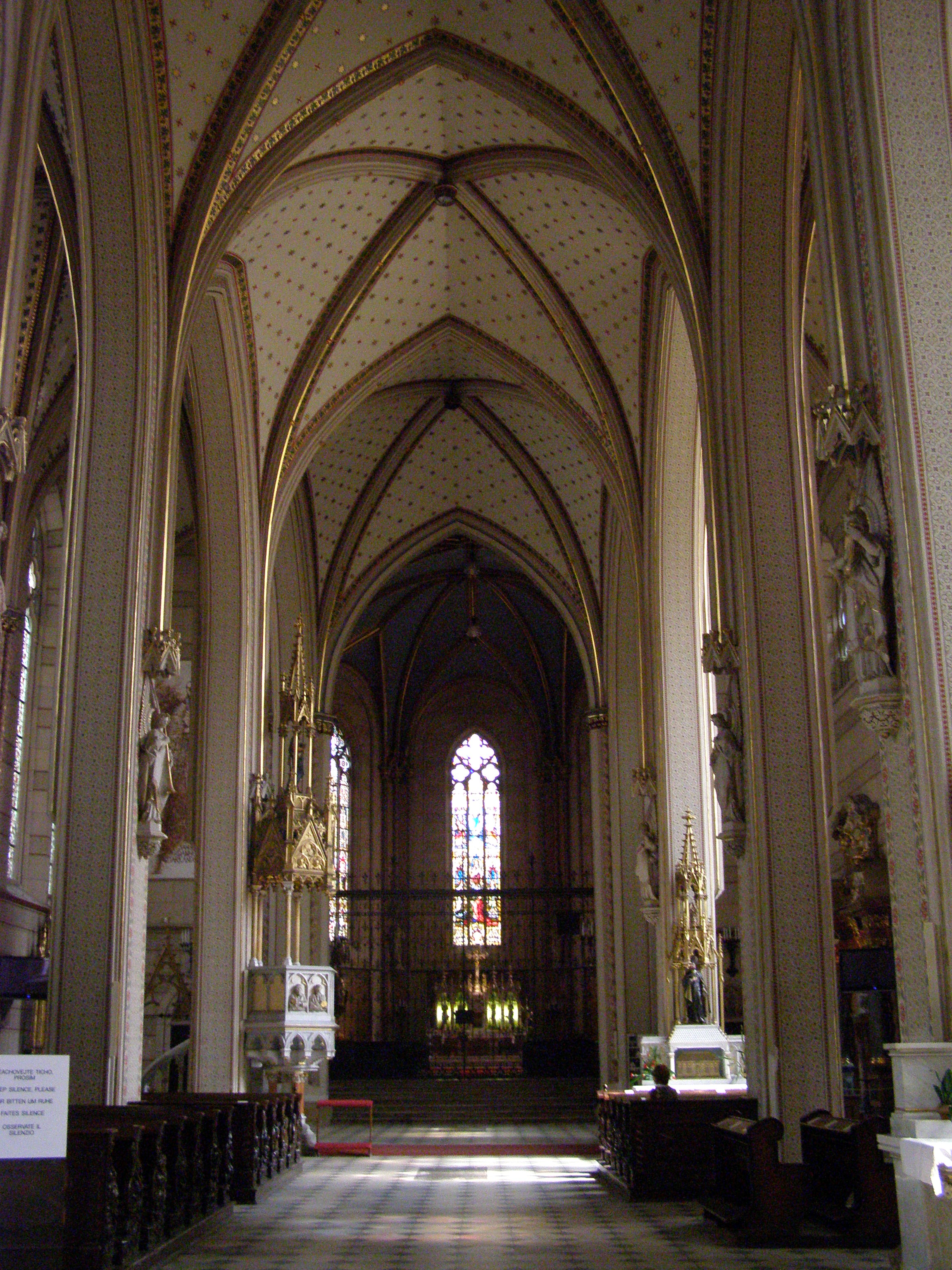
L'interno.

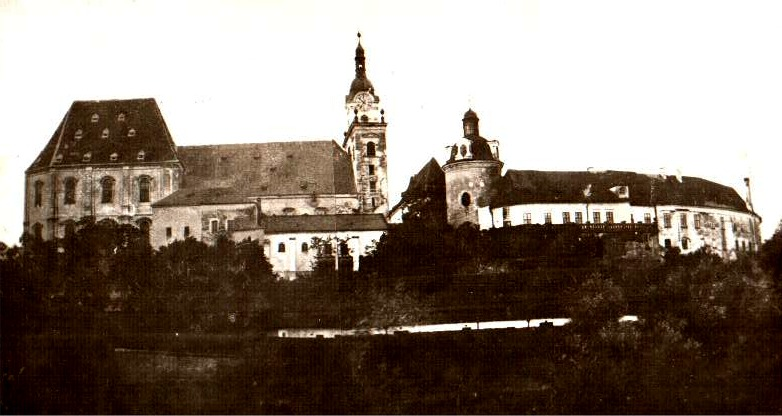
La cattedrale verso il 1850, prima delle ricostruzioni neogotiche.

La costruzione della cattedrale comincia nel 1107 in forme romaniche. I lavori procedono rapidamente e nel 1131 il vescovo Jindřich Zdík consacra l'edificio, definitivamente terminato nel 1141.
Un grande incendio divampò nel 1204, che permise alle autorità ecclesiastiche d'intraprendere una grande campagna di ricostruzione secondo i nuovi influssi dell'Architettura gotica che imperava ormai nell'Europa occidentale. Il cantiere iniziò dal coro e nel 1265 si pose mano alle navate. Presenta una divisione a tre navate a Sala, coperte da volte ogivali quadripartite che diventano stellate nell'abside.
Il 4 agosto 1306, in un'ala del Capitolo della cattedrale, l'antico Palazzo dei Přemislidi, viene assassinato l'ultimo discendente di quella dinastia, Venceslao III di Boemia. 
Nel 1479, sotto le volte della cattedrale, una parte della nobiltà boema s'allea al re d'Ungheria Mattia Corvino contro gli Hussiti.
Nel 1803 un fulmine cadde sulla cattedrale, provocando l'incendio di una parte dell'edificio. Sarà subito restaurato, provvisoriamente. Una grande campagna di lavori di restaurazione/ricostruzione sarà intrapresa fra il 1883 e il 1892 dagli architetti Gustav Meretta da Brno e Richard Völkel per volere del vescovo Friedrich von Fürstenberg in stile neogotico. A quest'epoca risale tutta la decorazione esterna e il rivestimento pittorico interno della chiesa. Soprattutto si intervenne sul corpo della facciata a torri gemelle cuspidate terminate nel 1890 e sulla campanile principale, nel lato sud, che con i suoi 100,65 metri è la torre più alta della Repubblica Ceca dopo quella della Cattedrale di Plzeň.
Una cassa accogli le reliquie di San Giovanni Sarkander, canonizzato il 21 maggio 1995 da papa Giovanni Paolo II, durante una cerimonia ad Olomouc.